# Liodrosophila penispinosa
Liodrosophila penispinosa är en tvåvingeart som beskrevs av Dwivedi och Gupta 1979. Liodrosophila penispinosa ingår i släktet Liodrosophila och familjen daggflugor. Inga underarter finns listade i Catalogue of Life.